# Holpe
Holpe ist ein Ortsteil von Morsbach im Oberbergischen Kreis im südlichen Nordrhein-Westfalen. Der Ort liegt im südlichsten Zipfel des Oberbergischen Kreises, nahe der Landesgrenze zu Rheinland-Pfalz (Nachbarstadt Wissen). In Holpe treffen die Straßen von Morsbach nach Windeck und von Waldbröl nach Wissen aufeinander. So sind die Städte Gummersbach, Siegen und Köln günstig zu erreichen.

## Geschichte
1391 wurde der Ort das erste Mal in den Urkunden und Akten des Klosters Merten als Hoilpe erwähnt.
Die katholische und die evangelische Kirche prägen den etwa 400 Einwohner zählenden Ort.
Holpe ist Grundschul-Standort auch für die kleineren Orte der Umgebung. Zur Infrastruktur des Dorfes gehören des Weiteren Kindergarten, Turnhalle, und Freiwillige Feuerwehr. Im Ort sind eine Arztpraxis, eine Schreinerei, ein Frisör und ein Gaststättenbetrieb ansässig. Montags findet ein kleiner Wochenmarkt statt.

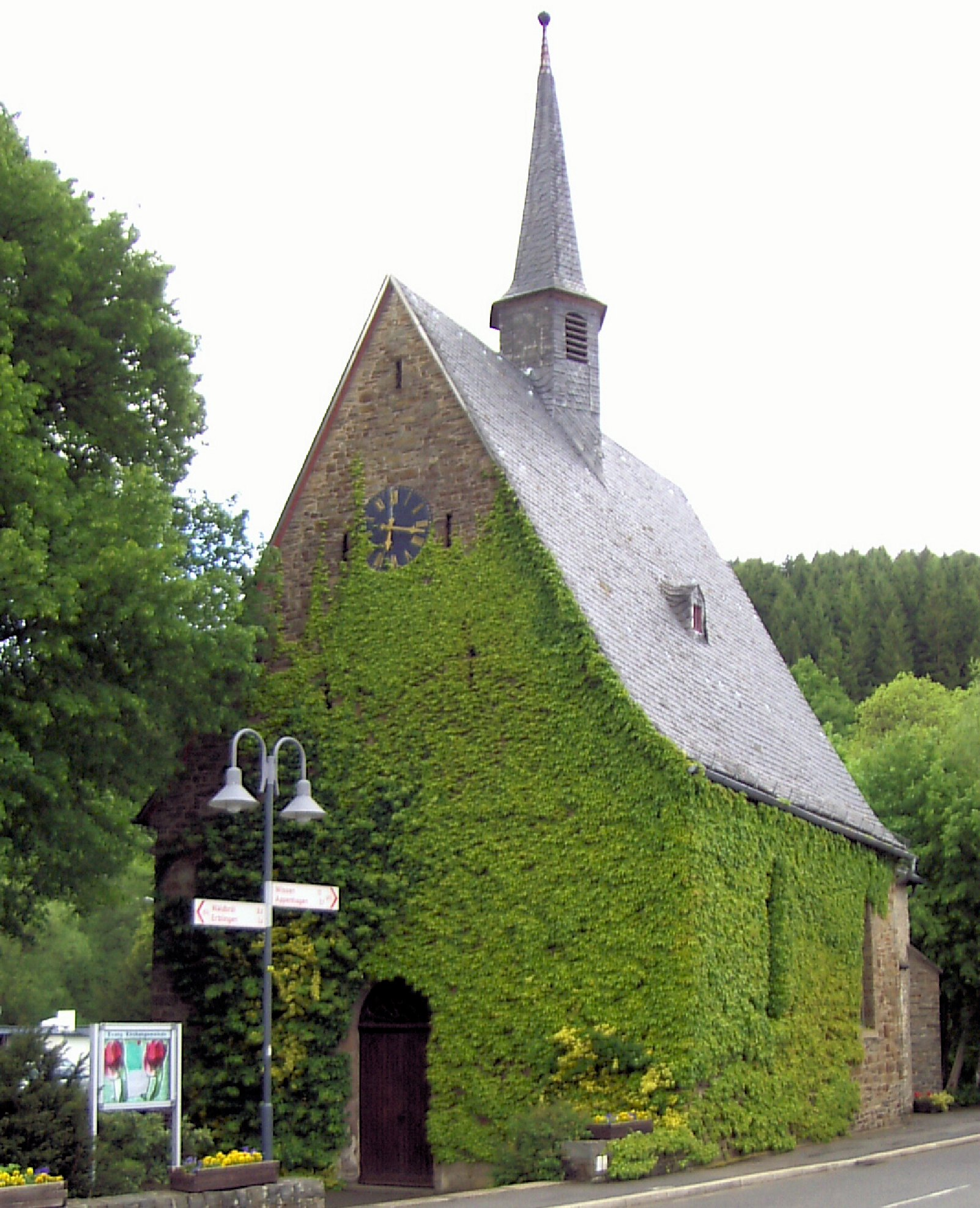
Evangelische Kirche in Holpe
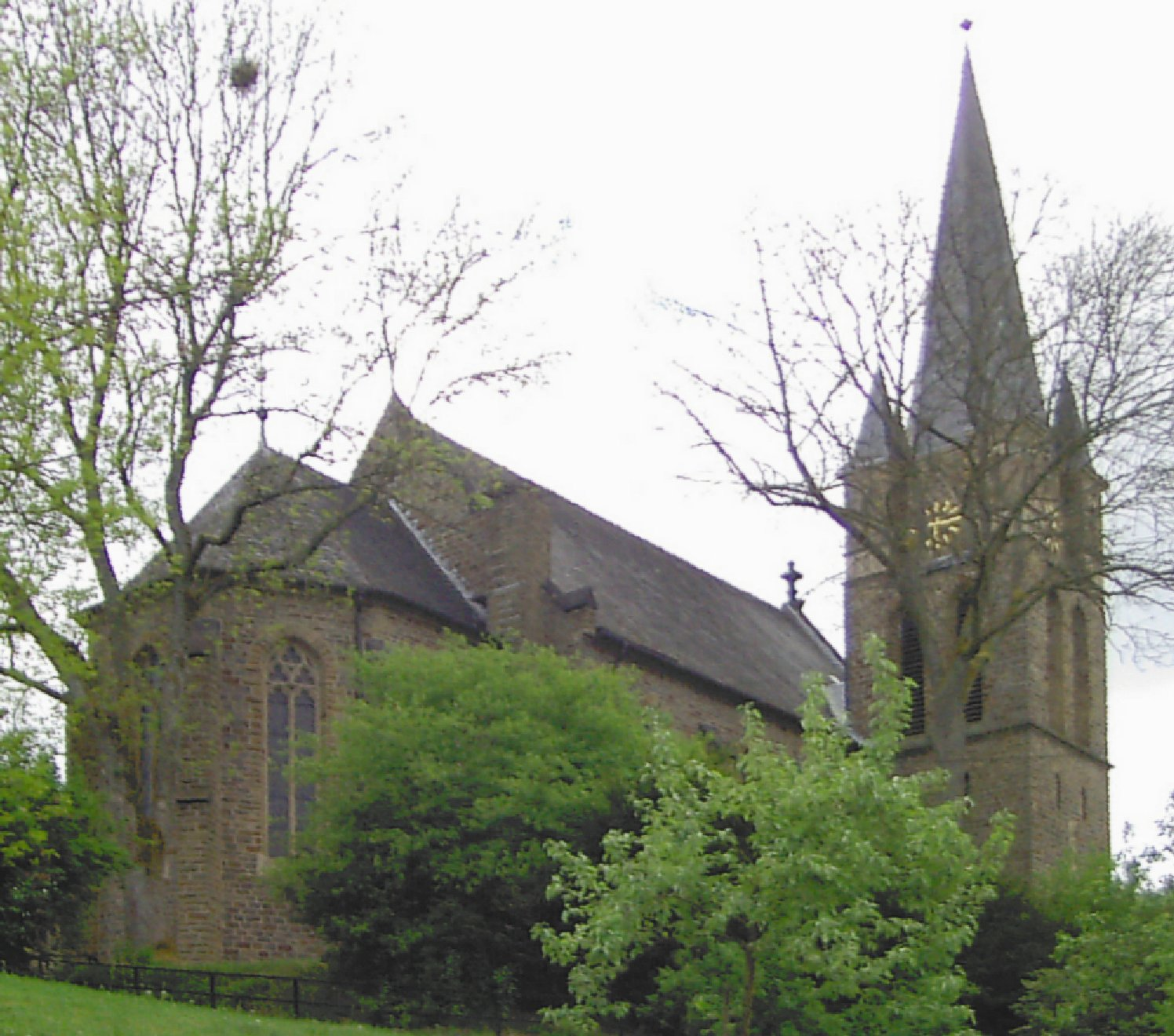
Kirche Mariä Heimsuchung
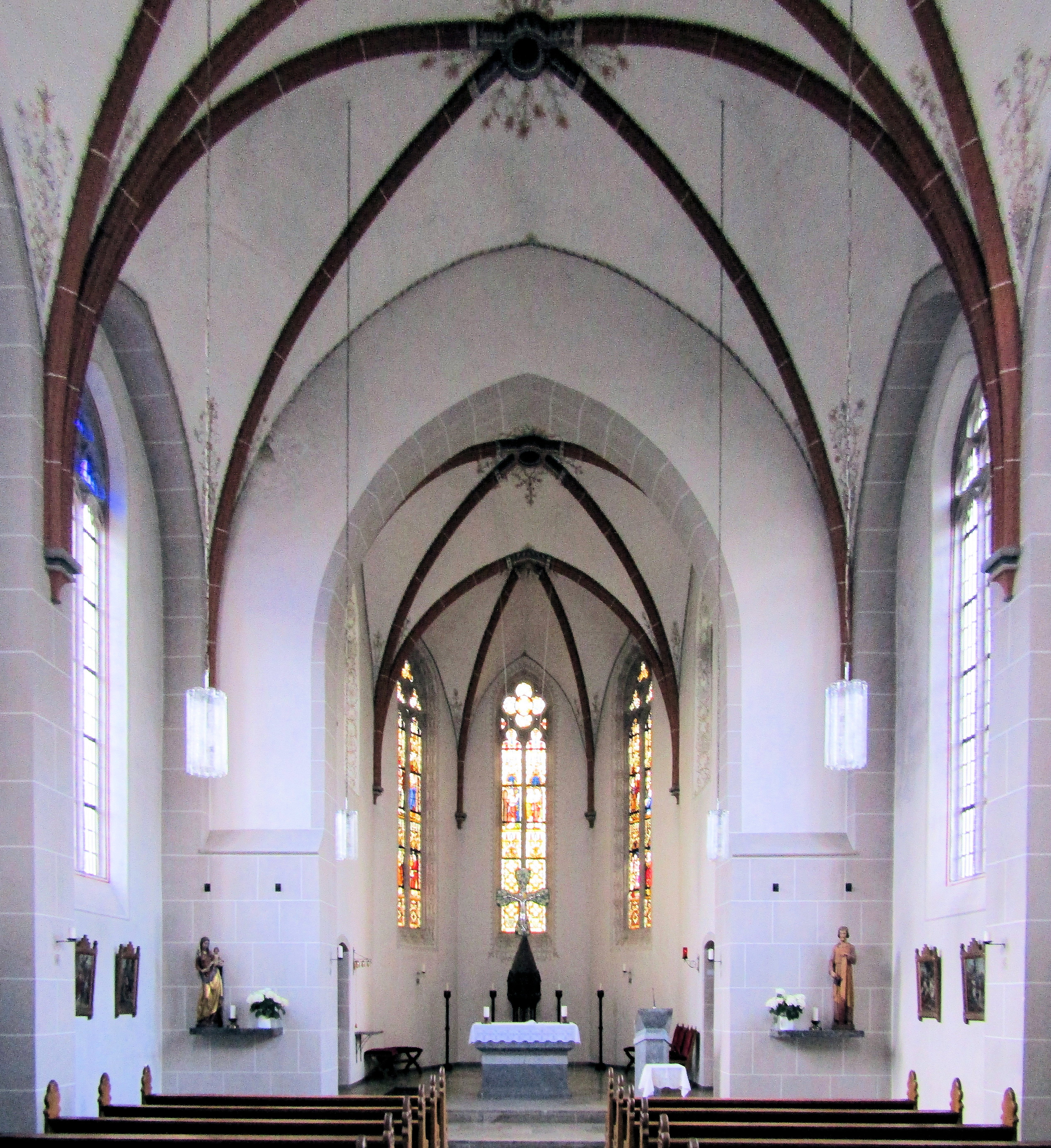
Mariä Heimsuchung innen
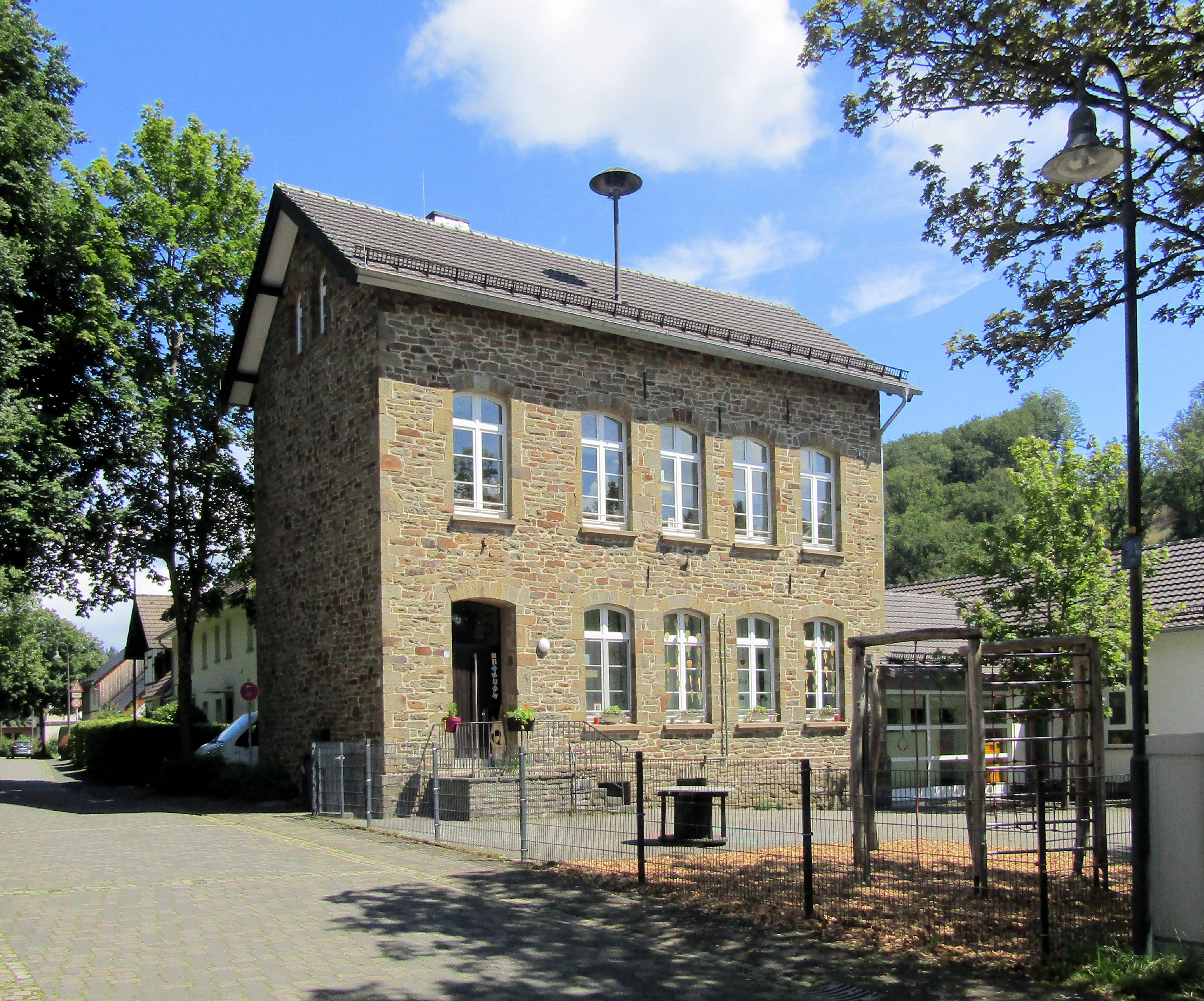
Gemeinschafts-Grundschule

Beim Wettbewerb Unser Dorf hat Zukunft hat Holpe im Jahr 2000 eine Bronzemedaille auf Landesebene errungen.

## Belege
1. ↑  Klaus Pampus: Urkundliche Erstnennungen oberbergischer Orte (= Beiträge zur Oberbergischen Geschichte. Sonderbd. 1). Oberbergische Abteilung 1924 e. V. des Bergischen Geschichtsvereins, Gummersbach 1998, ISBN 3-88265-206-3.